# Надкерничный, Юлиан Антонович
Юлиа́н Анто́нович Надке́рничный (укр. Юліан Антонович Надкерничний; 1905—1990) — передовик советского сельского хозяйства, председатель колхоза имени Шевченко Винницкого района Винницкой области, Герой Социалистического Труда (1952).

## Биография
Родился 3 декабря 1905 года в селе Соколова Литинского уезда Подольской губернии (ныне Хмельницкого района Винницкой области Украины) в крестьянской семье. Украинец. Окончил три класса сельской школы, работал в домашнем хозяйстве. С 1919 года, после смерти отца, батрачил у кулаков в своем селе.
С 1920 по 1927 год трудился ремонтным рабочим на станции Войтовцы Юго-Западной железной дороги.
В сентябре 1927 года был призван в Красную Армию. Службу проходил в 96-й Винницкой стрелковой дивизии, окончил школу младших командиров. В 1929 году был демобилизован. Поступил на службу в милицию в городе Хмельник Винницкой области. Затем окончил два курса Винницкого строительного техникума.
В феврале 1933 года был направлен на работу в сельское хозяйство в Винницкий район. Работал председателем колхоза «Нове життя» в селе Тяжилов, затем возглавил колхоз в селе Винницкие Хутора.
В 1936—1938 годах вновь проходил службу в армии, в той же 96-й Винницкой стрелковой дивизии. После увольнения по состоянию здоровья в запас проживал в городе Винница, работал начальником службы пути управления трамваев. С октября 1940 года — инструктор орготдела Винницкого райкома Компартии (большевиков) Украины.
В марте 1941 года был направлен в отстающий колхоз «Красная Армия» в селе Лавровка Винницкого района. С началом Великой Отечественной войны организовывал эвакуацию хозяйства в Ростовскую область. Некоторое время работал заведующим фермой в совхозе в селе Нижненагольное.
В марте 1942 года был вновь мобилизован в армию. Окончил курсы партактива при политотделе Сталинградского военного округа. С июля 1942 года — в действующей армии, был назначен комиссаром стрелкового батальона 555-го стрелкового полка 127-й стрелковой дивизии 57-й армии. В ноябре 1942 года был тяжело ранен, лечился в госпитале в городе Уральск. После выздоровления направлен на курсы младших лейтенантов Сталинградского фронта, которые окончил в марте 1943 года. Был назначен парторгом пулемётного батальона фронтовых курсов младших лейтенантов. В этой должности прошёл до конца войны, воевал на Сталинградском, Южном и 4-м Украинском фронтах.
После войны продолжил службу в армии, был заместителем начальника курсов усовершенствования офицерского состава Прикарпатского военного округа. В июне 1946 года в звании майора уволен в запас.
Работал председателем колхоза имени Шевченко в Винницком районе Винницкой области. В 1951 году колхоз получил урожай семян кок-сагыза 131,2 килограмма с гектара на площади 16 га.
Указом Президиума Верховного Совета СССР от 28 августа 1952 года за получение высокого урожая кок-сагыза в 1951 году Юлиану Антоновичу Надкерничному присвоено звание Героя Социалистического Труда с вручением ордена Ленина (№ 218083) и золотой медали «Серп и Молот» (№ 6304).
Продолжал успешно руководить колхозом, который продолжал получать высокие урожаи и других сельскохозяйственных культур.
Указом Президиума Верховного Совета СССР от 26 февраля 1958 года за выдающиеся успехи в деле получения высоких и устойчивых урожаев зерновых и технических культур, производства продуктов животноводства, широкое использование достижений науки и передового опыта в возделывании сельскохозяйственных культур и подъёме животноводства Юлиан Антонович Надкерничный был награждён второй золотой медалью «Серп и Молот» (№ 57).
В декабре 1958 года был освобождён от должности председателя колхоза, перешёл на должность бригадира полеводческой бригады. Тогда же был исключён из партии. С октября 1959 года работал бригадиром комплексной бригады в колхозе «Украина» в селе Стадница Винницкого района. В декабре 1959 года восстановлен в партии.
В марте 1960 года был направлен в село Сосонка, где возглавил колхоз «Ленинский шлях».
Указом Президиума Верховного Совета СССР от 29 мая 1961 года лишён второй золотой медали «Серп и Молот».
До февраля 1964 года работал председателем колхоза «Ленинский шлях». Затем работал заведующим хозяйством Винницкого производственного молочного объединения. В январе 1968 года вышел на заслуженный отдых, был пенсионером союзного значения.
Проживал в Виннице, последние годы тяжело болел. Умер 21 августа 1990 года на 85-м году жизни.

## Награды
- орден Ленина (28.08.1952) (№ 218083);
- золотая медаль «Серп и Молот» (28.08.1952) (№ 6304);
- вторая золотая медаль «Серп и Молот» (26.02.1958) (№ 57) — лишён 29.05.1961;
- два ордена Отечественной войны II степени (13.06.1945, 11.03.1985);
- орден Красной Звезды (31.12.1944);
- медали, в том числе медаль «За оборону Сталинграда» (22.12.1942), медаль «За трудовое отличие» (15.01.1949).